# Taganskaja-Kol'cevaja
Taganskaja (in russo Таганская?) è una stazione della linea circolare Kol'cevaja della Metropolitana di Mosca. Fu progettata da K.S. Ryzhkov e A.A. Medvedev e aperta al pubblico il 1º gennaio 1950.
La stazione è decorata con 14 grandi pannelli di maiolica di forma triangolare, che includono camei di eroi dell'Armata Rossa e motivi floreali. I pannelli, che ricoprono il centro della stazione, sono di colore blu chiaro, mentre quelli sull'esterno non hanno colore. Alla fine della banchina esisteva un bassorilievo di marmo che ritraeva Stalin circondato da persone adoranti, ma fu tolto nel 1966 per aprire un passaggio alla linea Tagansko-Krasnopresnenskaja. Un'altra opera d'arte della stazione è un pannello circolare sul soffitto intitolato "Salute Vittoria" di A.K. Shiryayev, situato nell'atrio intermedio tra i due ascensori.
Il grande ingresso della stazione è situato sul lato occidentale di Piazza Taganskaja, nel punto in cui Taganskaja Ulitsa incrocia l'Anello dei giardini.
Il 18 novembre 2005 l'ingresso fu chiuso per un anno per restauri. Durante questo periodo vennero sostituiti gli ascensori (installati nel 1949) e il marmo del pavimento fu cambiato, come anche i sistemi elettrici. La stazione fu comunque operativa durante i lavori, anche se l'accesso alla medesima fu garantito solo attraverso gli accessi alle altre stazioni di interscambio.

## Interscambi
Da questa stazione è possibile effettuare il trasbordo alla fermata Taganskaja sulla linea Tagansko-Krasnopresnenskaja e Marksistskaja sulla Linea Kalininskaja.